# Penicillium dendriticum
Penicillium dendriticum är en svampart som beskrevs av Pitt 1980. Penicillium dendriticum ingår i släktet Penicillium och familjen Trichocomaceae.   Inga underarter finns listade i Catalogue of Life.